# 法国邮政局旧址
39°54′10″N 116°24′33″E / 39.9027078°N 116.4092276°E
法国邮政局旧址，位于中国北京市东城区东交民巷19号，建于1910年。为含有东方色彩的折衷的“殖民地式”建筑，现为餐馆。

## 简介
清朝光绪二十二年（1896年）光绪帝批准成立国家邮政“大清邮政”以前，中国没有国家邮政的概念。以北京为例，当时有专门为官府传递文件的邮驿；专办民间通信的民信局（大部分设在北京前门外打磨厂、大栅栏、杨梅竹斜街一带）；外国在北京设立的邮局。外国在中国开设的邮局，历史上称为“客邮”，是侵犯中国邮权的行为。法国、俄国、日本、德国都在北京开有邮局，现存的法国邮政局旧址便是当年法国在北京开办的邮局，位于东交民巷路北。
该建筑是一排砖砌平房，共八间，坐北朝南，面阔26米，进深13米，东北部设有地下室。该建筑体量较为简单，面积也不大，但是立面处理非常细致。临街的南立面对称布置，东、西各开一门。门两侧贴有重块石式壁柱，尽管有宽大的横缝划分，但柱身上又塑造出垂直壁面，上部用西式檐壁额枋结束，再装饰以盾徽，从而突出了两个入口。两门之间是四个连续拱券形大窗，门外侧又各有一个同样的券窗。除了门套之外，墙体全部采用灰砖砌出线脚，刻划形成圆券以及其锁石、窗间墙券脚处的凸线。木门窗用油漆刷成红色，窗台板使用灰白色石板。屋顶的女儿墙对应的窗间墙位置处，做成西式三角形突起，而且在东、西两端做成转折形状。两个三角形突起之间的檐壁上，镶嵌着三块中式砖雕花板。窗下墙处也交替布置着相似的雕砖花饰。东、西侧墙的南端原来各有一个较窄的弧形窗，如今已被封砌。总体上是含有东方色彩的折衷的“殖民地式”建筑。
该建筑东侧有门洞可通往后院，东北角有台阶可通往地下室。
该建筑室内经过了重新装修，已经不是原貌。惟有东部的两开间尚留有砖砌拱券结构以及马赛克地面。